# Ļevs Bukovskis
Ļevs Wladimirowitsch Bukovskis (russisch Лев Владимирович Буковский; * 30. Maijul. / 12. Juni 1910greg. in Riga; † 18. März 1984) war ein lettisch-sowjetischer Bildhauer.

## Leben
Bukovskis, Sohn des Juristen Vladimirs Bukovskis (1867–1937), besuchte in Riga die Städtische Russische Mittelschule. Er studierte 1932–1935 in Riga an der Hochschule Lettlands in der Architektur-Fakultät. Zu seinen Lehrern gehörten Vilhelms Purvītis und Ernests Štālbergs.
Ab 1937 stellte Bukovskis seine Werke auf Kunstausstellungen aus. 1938–1939 bildete er sich an der Accademia di belle arti di Firenze weiter aus.
Nach der sowjetischen Besetzung Lettlands 1940 und dem deutschen Überfall auf die Sowjetunion im Juni 1941 trat Bukovskis 1942 in die gerade gegründete Kooperative der Kunstmeister ein, die die erste genossenschaftliche Vereinigung Lettlands war und die später in die Produktionskooperativgenossenschaft der Künstler umgewandelt wurde. Als sich 1944 die Situation der Wehrmacht verschlechterte und neue lettische SS-Verbände aufgestellt wurden, wurde auch Bukovskis eingezogen.
Nach dem Krieg arbeitete Bukovskis im Rigaer Kunstkombinat Māksla mit und schuf mittlere und Monumentalskulpturen.  1947 wurde er Mitglied der Union der Künstler der UdSSR und 1957 der Union der Künstler der Lettischen Sozialistischen Sowjetrepublik (SSR).
1961–1967 schuf Bukovskis zusammen mit den Bildhauern Oļegs Skarainis, Jānis Zariņš, Ernst Neiswestny und den Architekten Gunar Assaris, Oļģerts Ostenbergs, Ivars Strautmanis u. a. die Gedenkstätte Salaspils für die Opfer des Nazismus auf dem Gelände des damaligen Lagers Salaspils. Unter Grabsteinen befindet sich Erde aus 23 ähnlichen Lagern im damaligen besetzten Lettland. Am Anfang steht eine mächtige asymmetrische Betonwand mit einem niedrigen Eingangsausschnitt und darüber die Inschrift „Hinter diesen Toren ächzt die Erde“ aus einem Gedicht des Dichters Eižens Vēveri, der Gefangener dieses Lagers war. Dahinter auf dem von Wald umgebenen weiten Feld stehen die sieben allegorischen Figuren aus grobem Beton „Der Ungebrochene“, „Die Gedemütigte“, „Der Protest“, „Der Schwur“, „Rot Front“, „Die Solidarität“ und „Die Mutter“, die die Märtyrer versinnbildlichen. Ein Metronom schlägt im Herzrhythmus. Am Rande des Feldes stehen Betonblöcke mit russischen und lettischen Inschriften, die an das Geschehen an diesen Stellen hinweisen. Umrundet wird das Feld von der Straße des Lebens. 1970 erhielt das Autorenkollektiv den Leninpreis. 1973 sang der Chor Pojuschtschije Gitary das Salaspils-Lied nach Worten Jakow Goljakows. Am Ende der 1970er Jahre wurde hier das von Müslüm Maqomayev gesungene Lied Die Glocke von Buchenwald aufgenommen.
Bukovskis war auch maßgeblich an der Gestaltung des Siegesdenkmals in Riga beteiligt.
Bedeutende Bukovskis-Ausstellungen fanden in Riga statt sowie 1981 in Jēkabpils und 1983 in Frunse.

## Ehrungen, Preise
- Ehrenzeichen der Sowjetunion (1956)[3]
- Verdienter Kunstschaffender der Lettischen SSR (196)[3]
- Staatspreis der Lettischen SSR (1960)[3]
- Leninpreis (1970)[3]
- Volkskünstler der Lettischen SSR (1976)[3]

## Gedenkstätte Salaspils

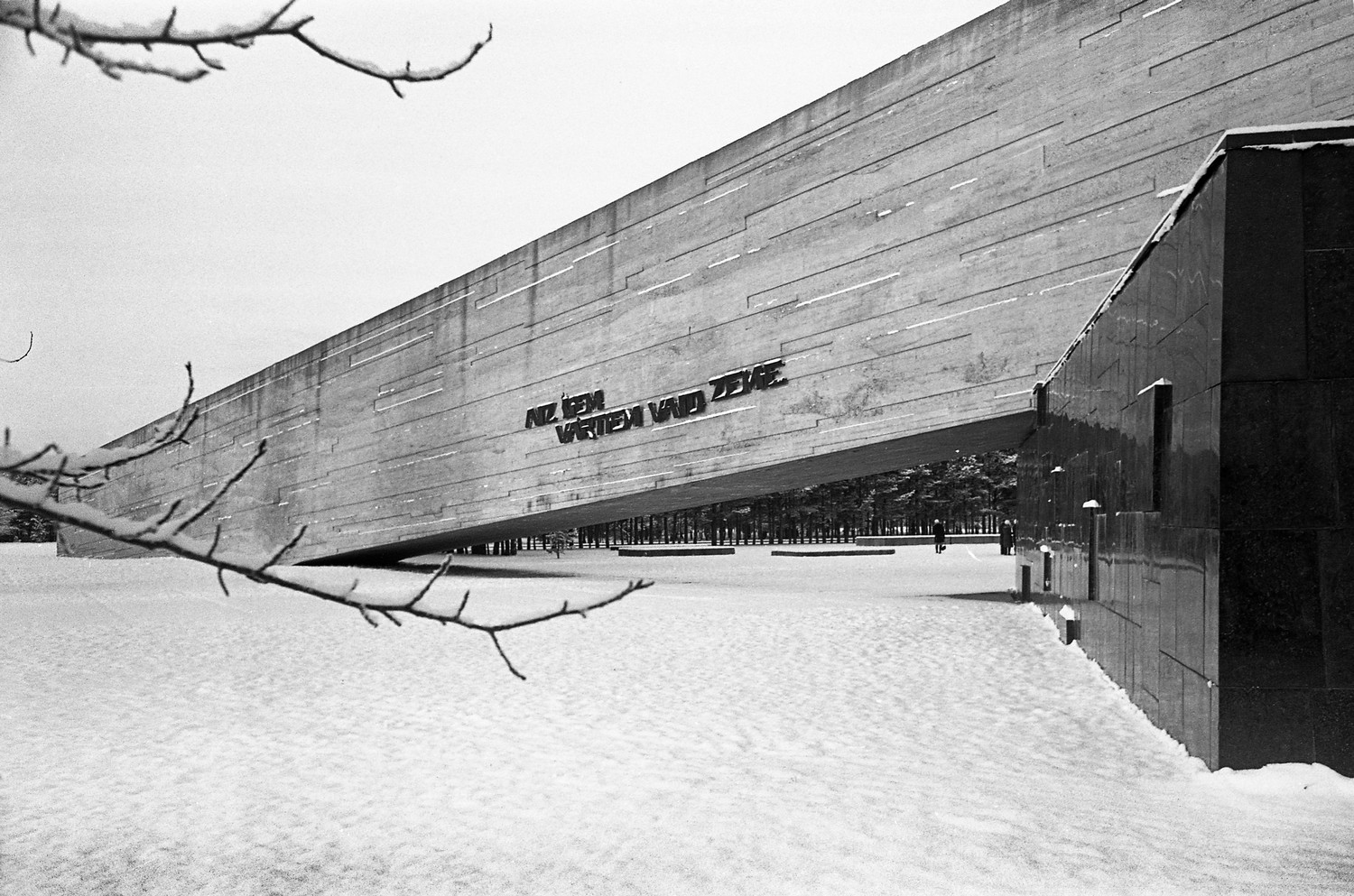
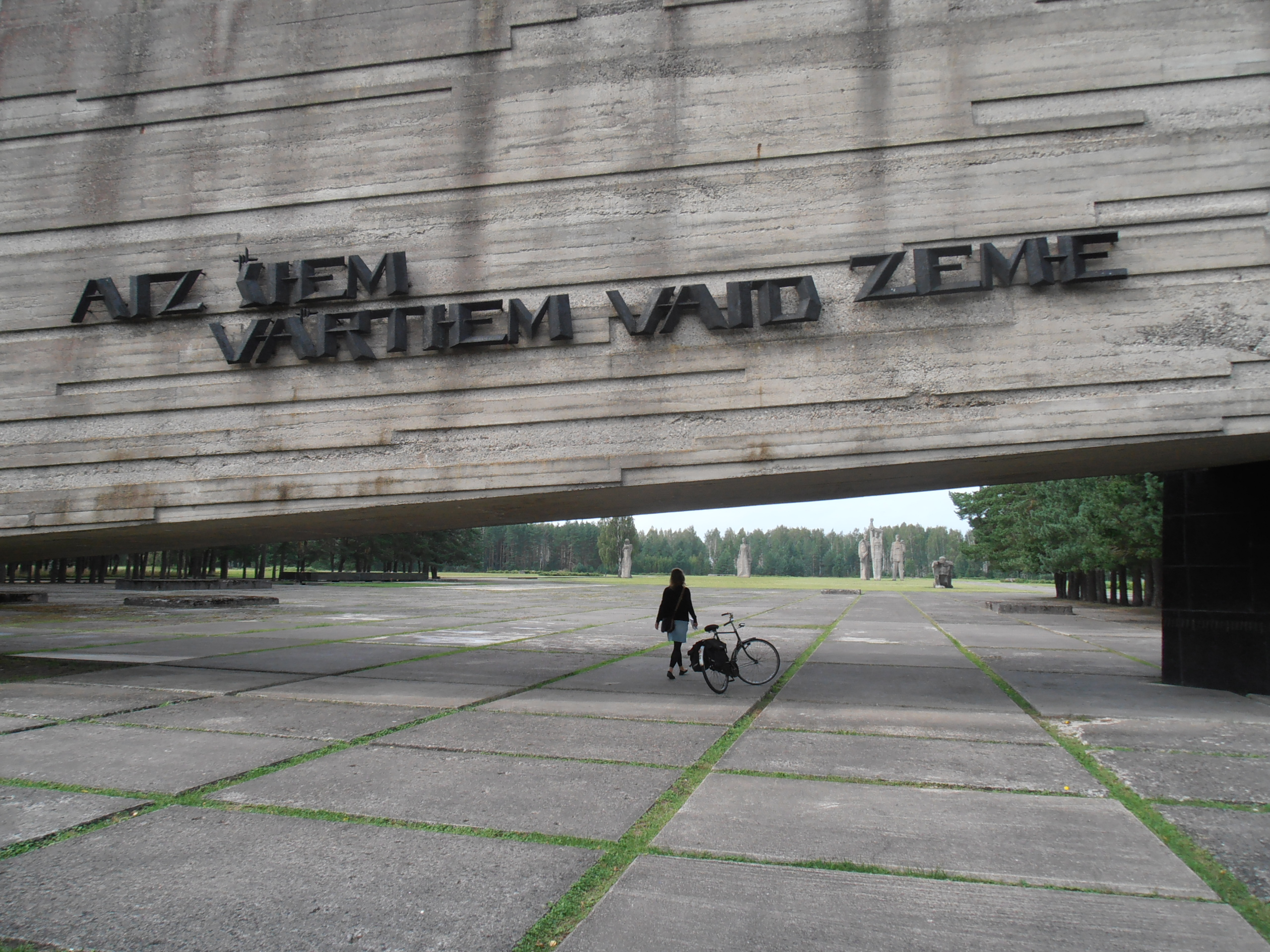
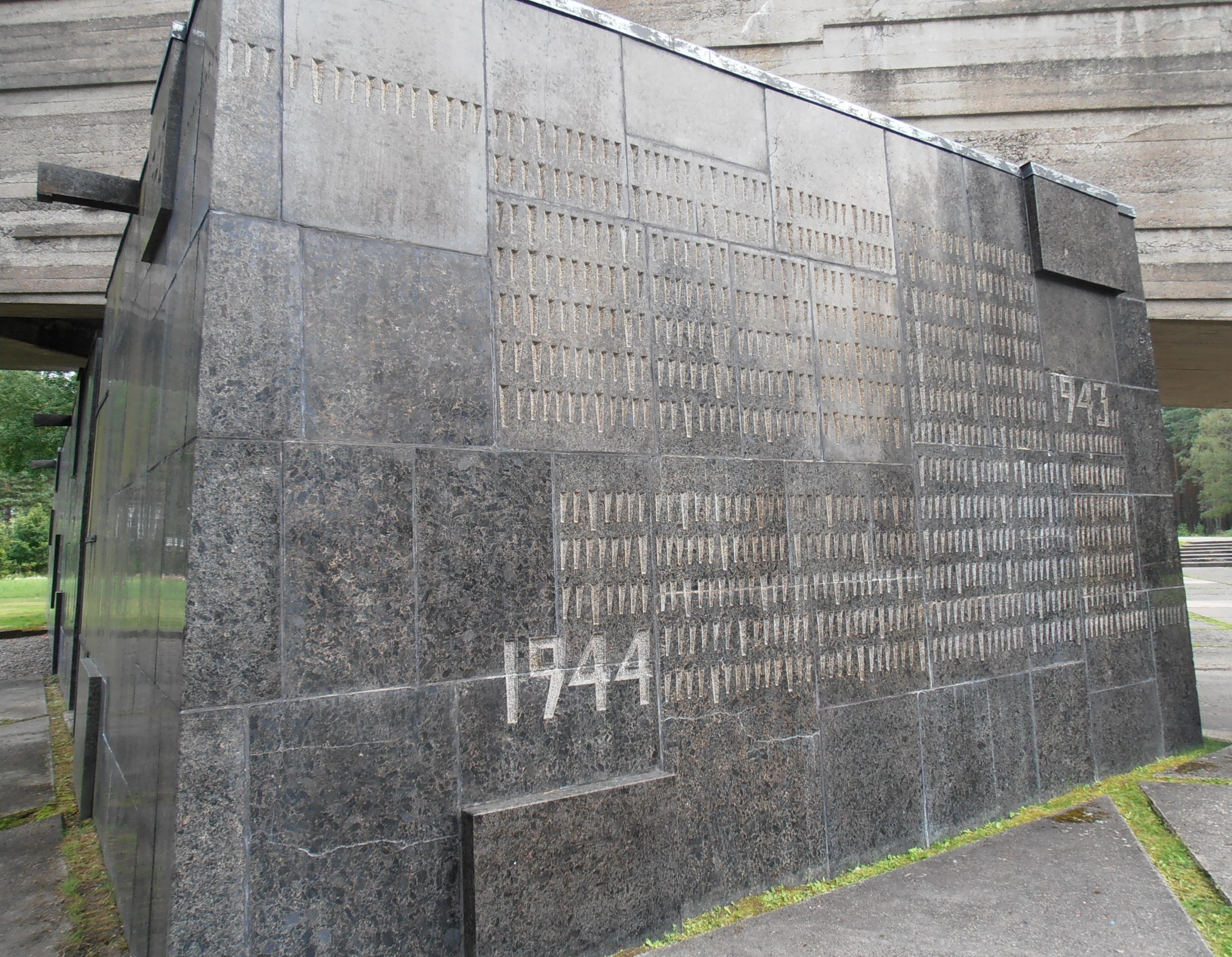
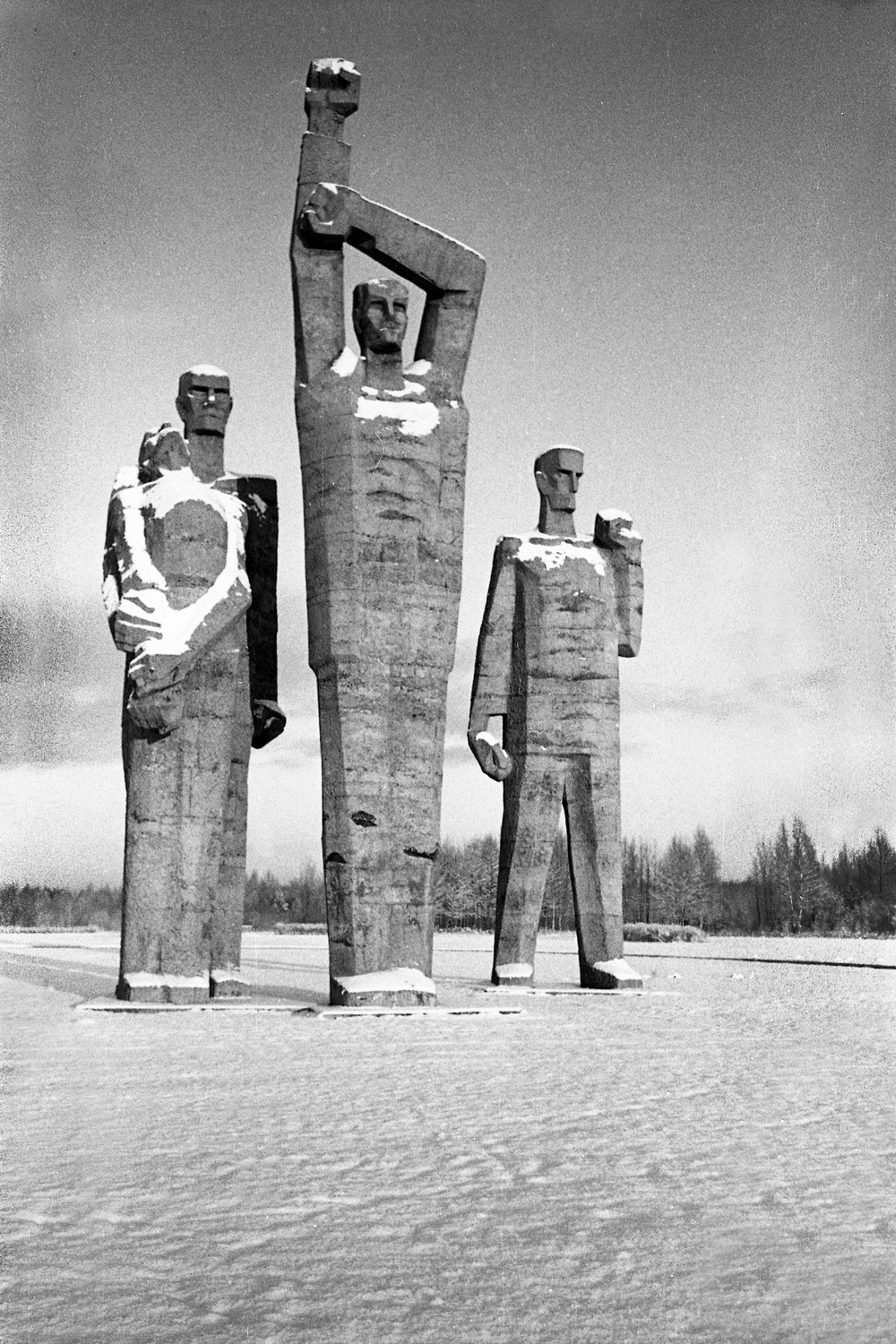
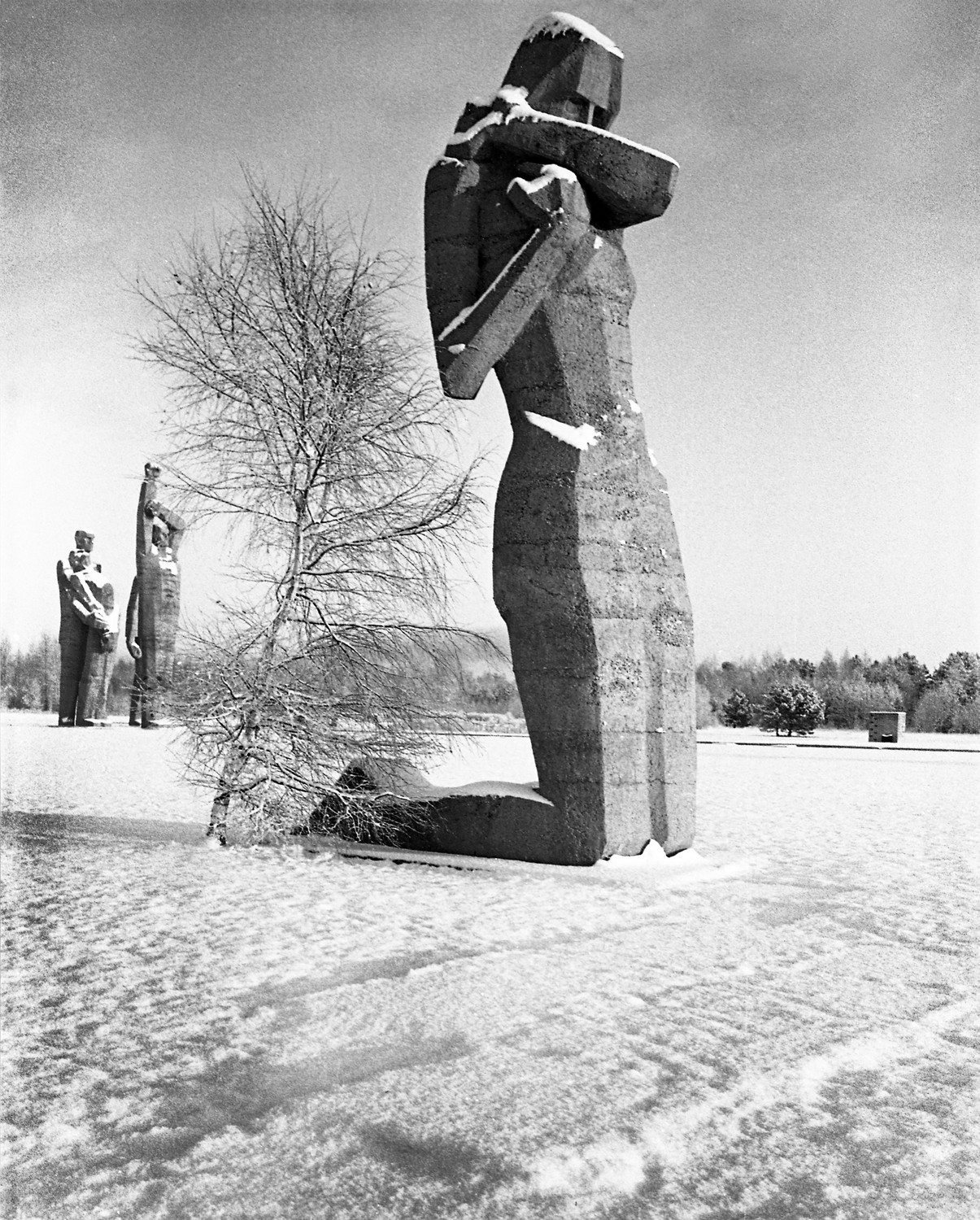
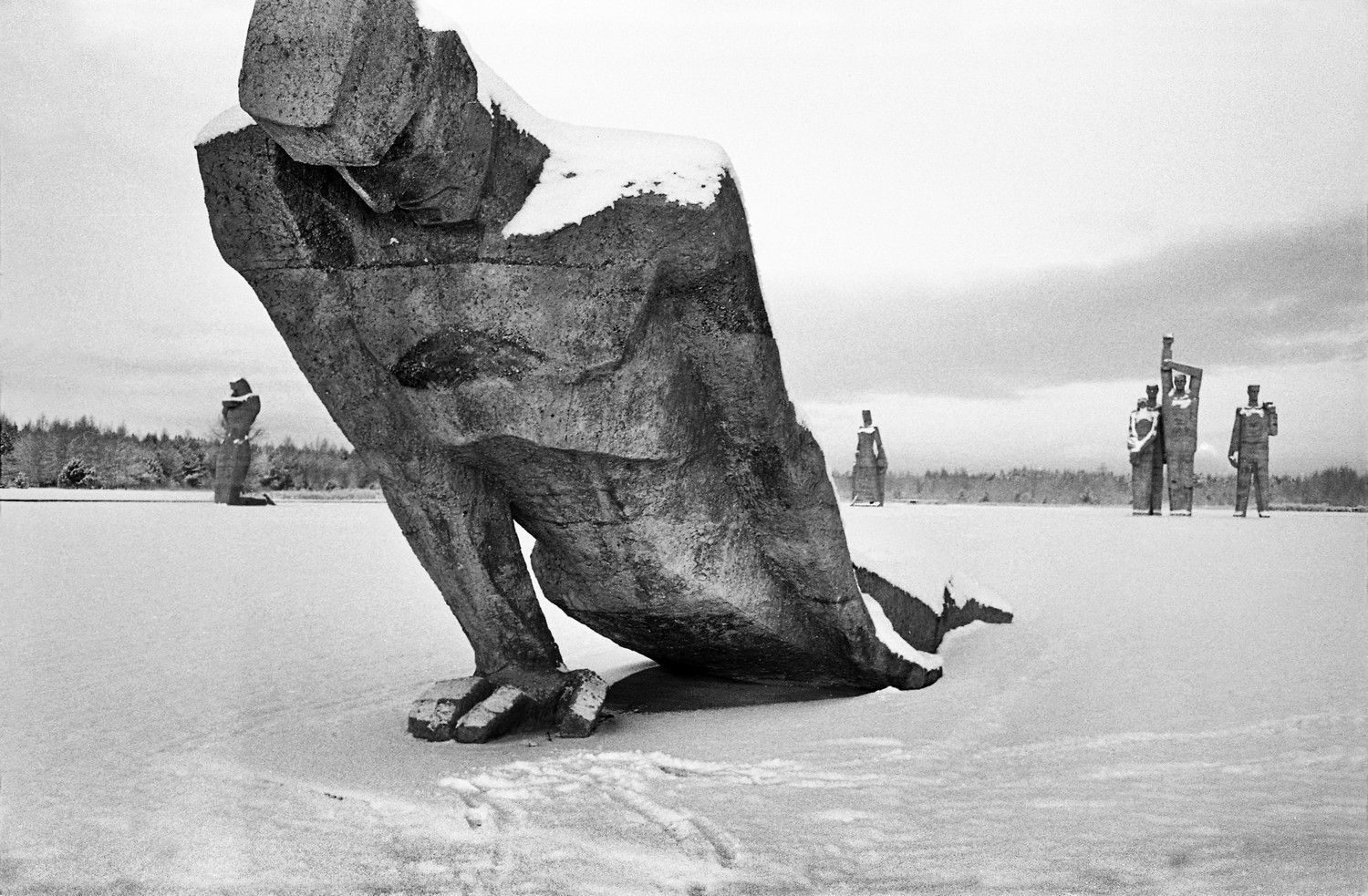
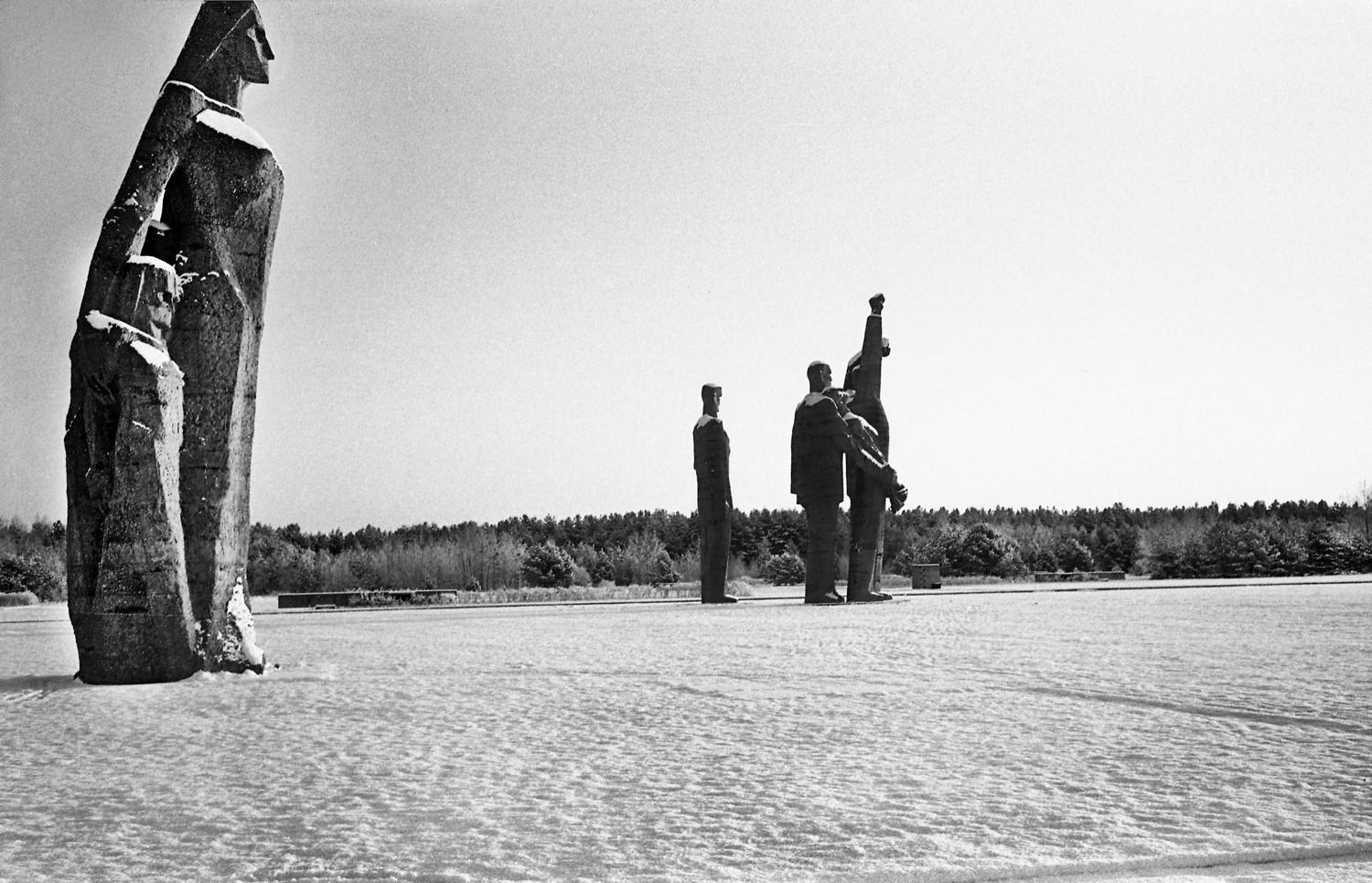